# SNCV Groupe de Liège
 (décembre 2019).
Ne doit pas être confondu avec Tramway de Liège, Ancien tramway de Liège ou Tramway de Liège à Flémalle et Seraing.
Le groupe de Liège est un ancien réseau de tramway de la Société nationale des chemins de fer vicinaux (SNCV), le réseau rayonnait autour de la ville de Liège. Ce réseau est toujours resté indépendant du réseau principal à écartement standard exploité à l'origine par différentes compagnies ayant fusionnées en 1928 pour former les Tramways unifiés de Liège et extensions (TULE) ainsi que de la ligne de tramway de Liège à Flémalle et Seraing (avec une antenne ultérieure vers Ougréé) également à écartement standard mais exploité tout au long de son existence par la société anonyme des Railways économiques de Liège-Seraing et extensions (RELSE).

## Histoire
Au 1er janvier 1950, la SNCV exploite les lignes suivantes toutes en traction électrique :
- 50 ⚡ Liège Place Saint-Lambert - Rocourt Gare
  - 52 Liège Place Saint-Lambert - Liège Place Jean de Wilde (service partiel commun aux lignes 50 et 51)
- 51 ⚡ Liège Place Saint-Lambert - Vottem Vert Vinâve
  - 52 Liège Place Saint-Lambert - Liège Place Jean de Wilde (service partiel commun aux lignes 50 et 51)
- 53 ⚡ Liège Place Saint-Lambert - Jemeppe Gare
  - 56 Liège Place Saint-Lambert - Grâce-Berleur Église (service partiel)
  - 55 Liège Place Saint-Lambert - Hollogne Bifurcation (service partiel)
- 58 ⚡ Liège Place Saint-Lambert - Alleur Lamby
- 60 ⚡ Liège Place Saint-Lambert - Jupille Usine Lochet
- 61 ⚡ Liège Place Saint-Lambert - Tilleur Gare
- 62 ⚡ Liège Place Saint-Lambert - Herstal Malvoye
- LB ⚡ Liège Place Saint-Lambert - Blégny Station
- LR ⚡ Liège Place Saint-Lambert - Riemst Station
- 467 ⚡ Liège Place Saint-Lambert - Tongres Gare
- 476 ⚡ Liège Place Saint-Lambert - Saint-Trond Gare

Les indices en italique sont à titre indicatif.

## Lignes

### Lignes urbaines
- 50 Liège - Rocourt ⚡ ;
- 51 Liège - Vottem ⚡ ;
- 53 Liège - Jemeppe ⚡ ;
- 58 Liège - Alleur ⚡ ;
- 60 Liège - Jupille ⚡ ;
- 61 Liège - Tilleur ⚡ ;
- 62 Liège Herstal ⚡ ;

### Lignes provinciales
- 466/1 Liège - Fouron-le-Comte ;
- 466/2 Liège - Blégny ⚡ ;
- 467/1 Liège - Tongres ⚡ ;
- 467/2 Liège - Bassenge ⚡ ;
- 476 Liège - Saint-Trond ⚡ ;
- 581 Liège - Genk ⚡.

## Infrastructure

### Dépôts
| Illustration | Nom          | Commune              |
| ------------ | ------------ | -------------------- |
|              | Bassenge     | Bassenge             |
|              | Bressoux     | Bressoux             |
|              | Jemeppe      | Jemeppe-sur-Meuse    |
|              | Oreye        | Oreye                |
|              | Rocourt      | Rocourt (Liège)      |
|              | Saint-Gilles | Liège (Saint-Gilles) |
|              | Wihogne      | Wihogne              |